# DVD+R
El DVD+R, en inglés: DVD+Recordable, o DVD+Grabable es un tipo de disco óptico en el que solo se puede grabar una sola vez.
DVD Alliance creó los estándares DVD+R y DVD+RW para evitar pagar las licencias al Foro DVD. Los discos DVD+R y DVD+RW no forman parte de los estándares oficiales del Foro DVD, por eso no muestran el logotipo "DVD".
El formato de disco DVD+R fue diseñado para el mismo propósito que el DVD-R pero por otra alianza de fabricantes. El Foro DVD creó los estándares oficiales DVD-ROM, DVD-R, DVD-RW y DVD-RAM.
Técnicamente el formato DVD+R es superior al DVD-R entre otros motivos por ofrecer mejor soporte a la unidad grabadora para detectar y corregir errores.
Aproximadamente el 85% de los lectores y grabadores son compatibles con ambos formatos.
Panasonic y el Foro DVD están detrás del DVD-RAM y los formatos DVD-R/RW, mientras que Philips y la DVD Alliance son responsables de la alternativa DVD+R/RW.